# 斯德哥尔摩路

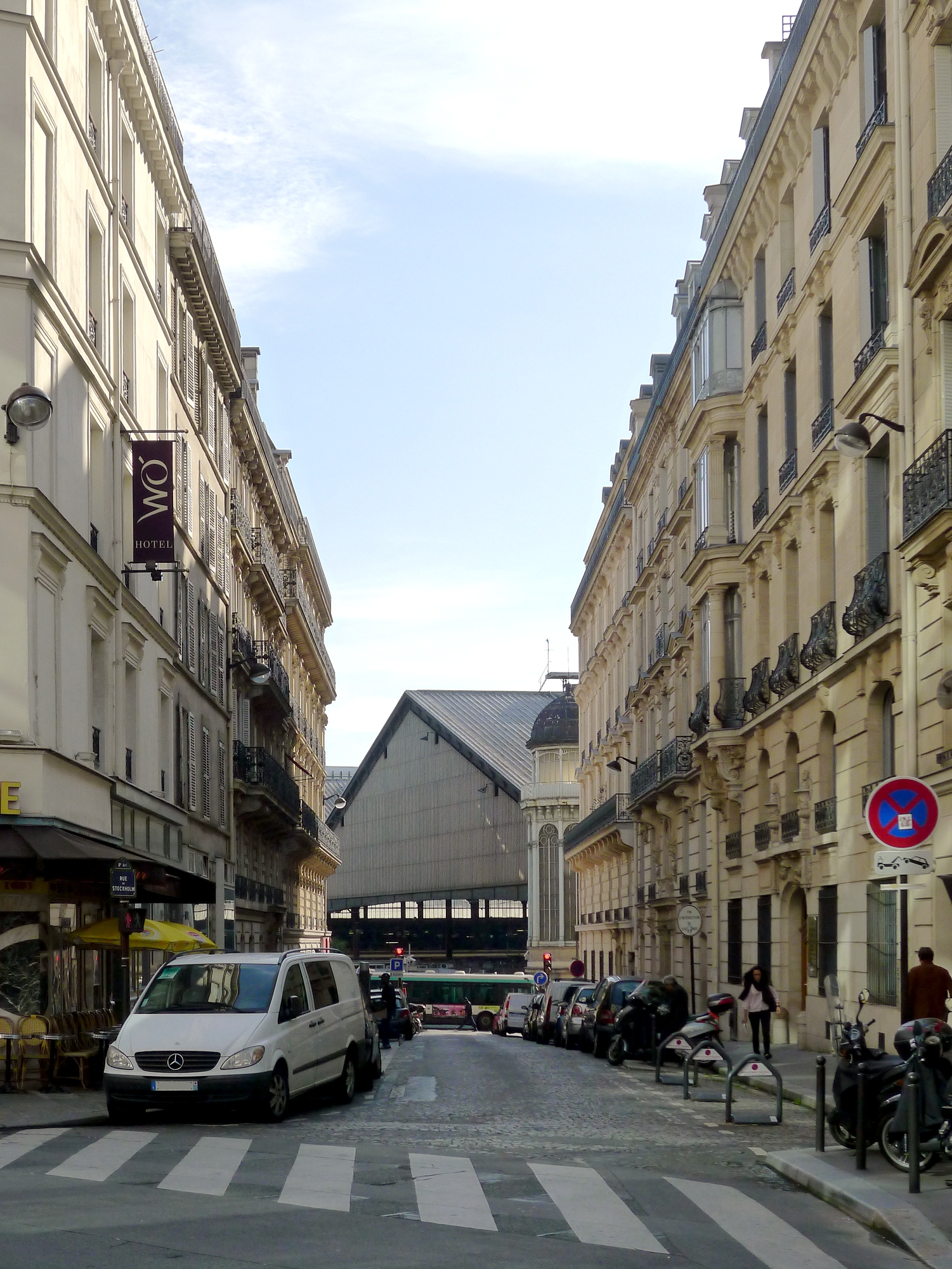

斯德哥尔摩路（Rue de Stockholm）是巴黎第八区欧洲区的一条街道。始于罗马路35号，止于维也纳路。

## 名称
斯德哥尔摩路得名于瑞典首都斯德哥尔摩。

## 历史
斯德哥尔摩路开辟于1831年，宽12米。。

## 建筑
- 4号